# Кураховская ТЭС

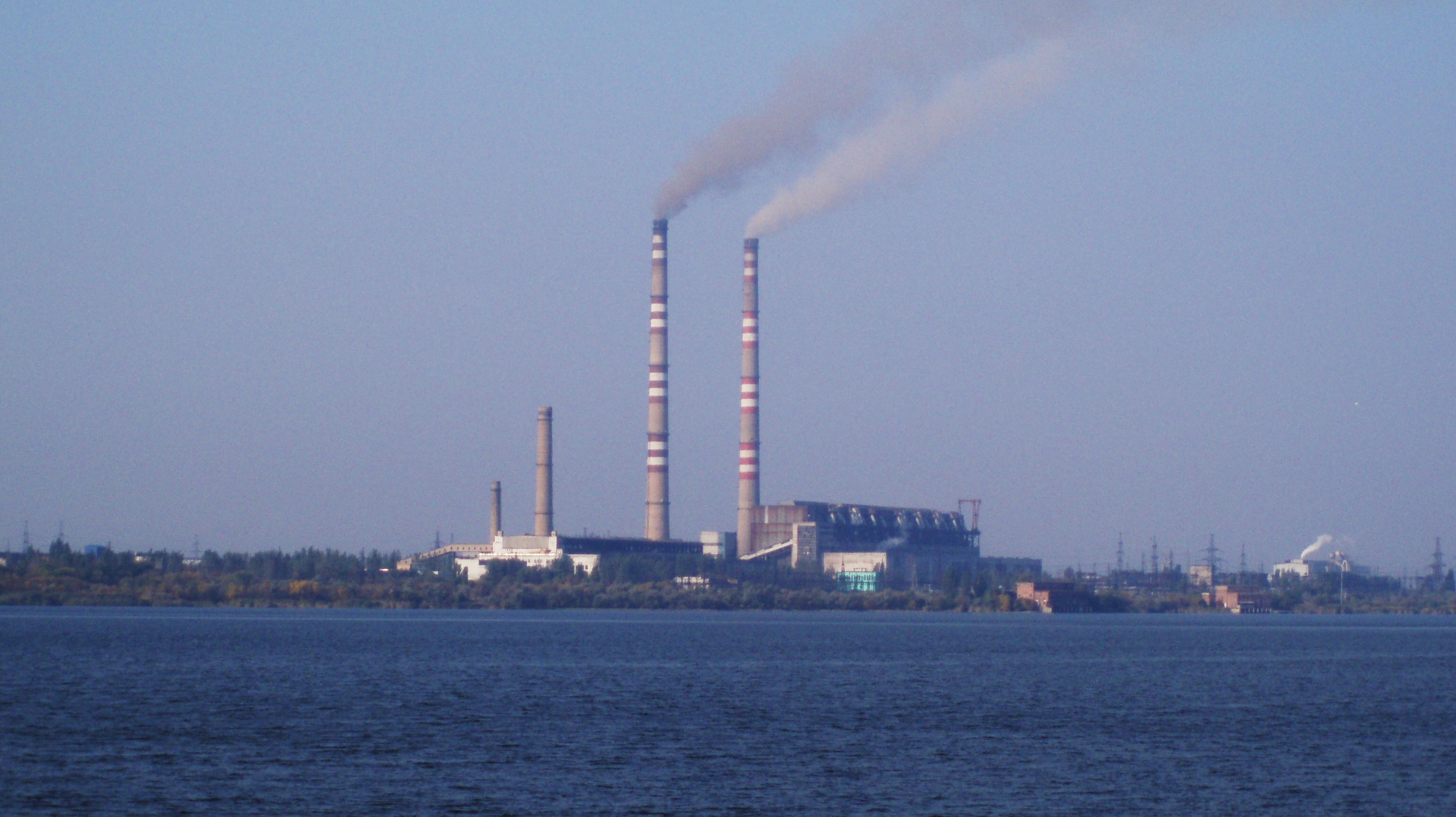
Кураховская ТЭС, вид с северо-востока

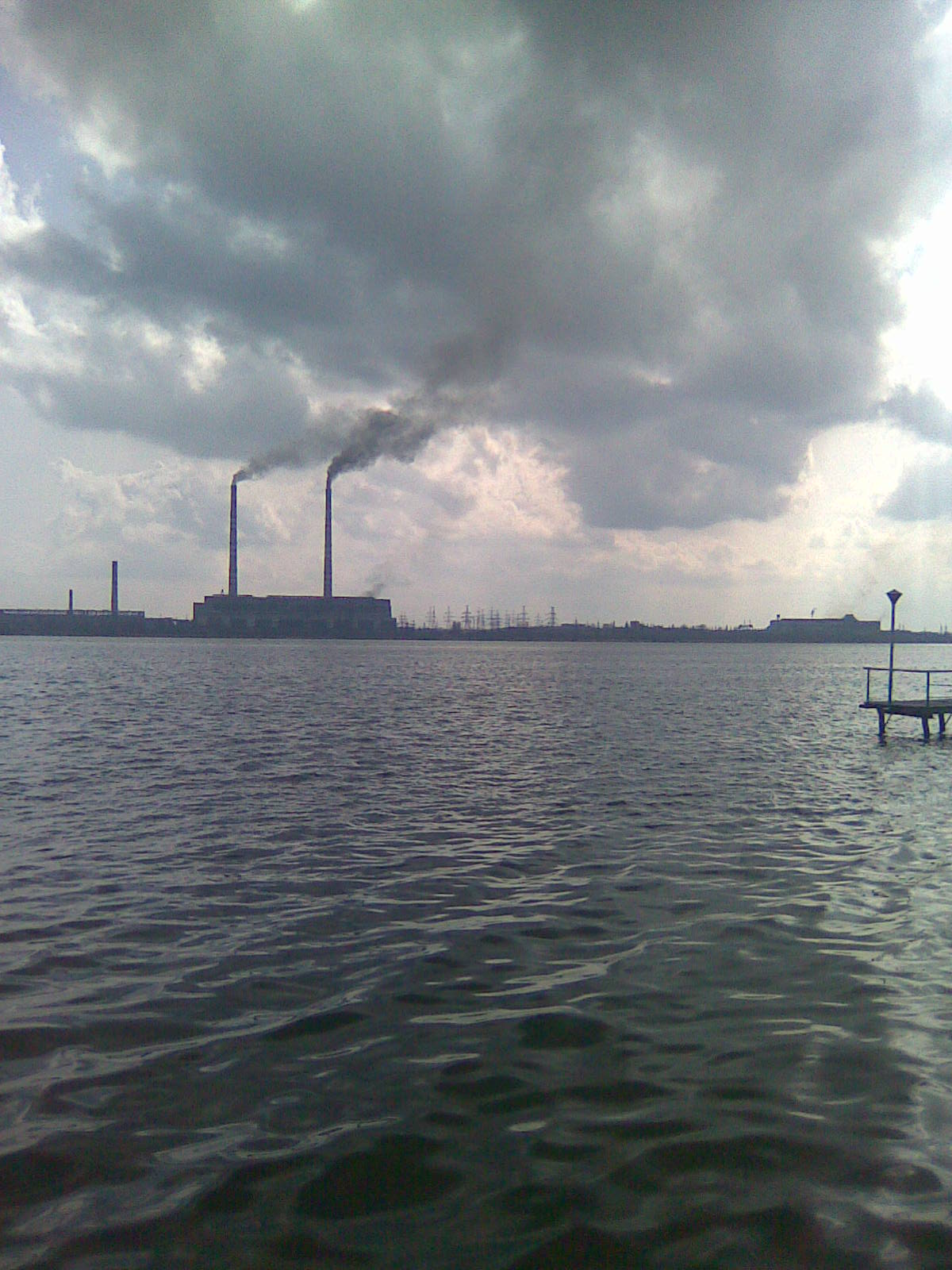
Вид на электростанцию с северного берега Кураховского водохранилища

Кураховская ТЭС — тепловая электростанция расположенная в городе Курахово Покровского района Донецкой области Украины.

## История
В соответствии с планом ГОЭЛРО в годы первой пятилетки СНК СССР принял постановление о строительстве новой электростанции в Донецком бассейне, на юге Гришинского района. Она должна была существенно пополнить мощности двух энергосистем юга Европейской части СССР — «Донэнерго» и «Приднепровэнерго», стать связующим звеном между Донбассом и Приднепровьем — двумя крупнейшими промышленными центрами юга Украинской ССР.
В 1933 году «Донэнерго» определило, а 15 августа 1934 года «Главэнерго» наркомата тяжёлой промышленности СССР утвердило место будущей стройки на речке Волчьей, в 15 км от села Кураховки. Отсюда и название ГРЭС.
Строительство началось летом 1936 года. Руководителями строительства были Ю. Б. Хохряков и В. И. Соколовский.
В связи со строительством электростанции возник рабочий посёлок Кураховгрэсстрой.
В начале 1937 года строительство Кураховской ГРЭС было временно прекращено, специалисты и квалифицированные рабочие направлены на завершение второй очереди Зуевской ГРЭС.
20 декабря 1937 года правительство приняло постановление о завершении строительства первой очереди Кураховской ГРЭС во второй половине 1939 года и введении в эксплуатацию двух турбин мощностью около 50 тыс. кВт каждая.
В апреле 1938 года на строительство организованно прибыло 450 рабочих из Черниговской, Воронежской и других областей. Коллектив строителей пополнился также за счет местного населения. В августе 1938 года здесь работали 2147 человек.
6 июля 1941 года первая очередь ГРЭС была введена в эксплуатацию.
В дальнейшем, в связи с приближением к ГРЭС линии фронта в ходе Великой Отечественной войны оборудование электростанции было эвакуировано.
После окончания войны в соответствии с четвёртым пятилетним планом восстановления и развития народного хозяйства СССР ГРЭС была восстановлена. В 1946 году электростанция дала первую электроэнергию, в 1947 году была запущена вторая турбина, в декабре 1952 года — последний энергоблок.
В 1969—1975 годах электростанции была реконструирована — были установлены один энергоблок мощностью 200 МВт и шесть энергоблоков по 210 МВт каждый. После того, как в 1975 году была введена в строй последняя турбина № 7, мощность ГРЭС увеличилась до 1460 МВт.
В 1990 году мощность ГРЭС составляла 1470 МВт.
Кураховская ГРЭС была одной из первых тепловых электростанций СССР, работавших на высоких параметрах пара — именно здесь ввели в эксплуатацию первые генераторы с водородным охлаждением, мощные воздушные выключатели и некоторые другие технические решения.
28 апреля 2001 года ТЭС (ранее находившаяся в ведении генерирующей компании «Донбассэнерго») была продана на аукционе и стала обособленным подразделением ООО «ДТЭК Востокэнерго» (структурного подразделения корпорации ДТЭК).
28 июля 2003 года Кураховская ТЭС была внесена в перечень особо важных объектов электроэнергетики Украины, обеспечение охраны которых было возложено на ведомственную военизированную охрану во взаимодействии со специализированными подразделениями МВД Украины и иных центральных органов исполнительной власти.
30 декабря 2023 года Кураховская ТЭС окончательно остановила свою работу после обстрелов с российской стороны.
К ноябрю 2024 года станция оказалась вблизи линии боевого соприкосновения, возникла угроза потери контроля над ней с украинской стороны. По сообщению газеты The Wall Street Journal, украинские специалисты производят демонтаж уцелевшего оборудования с целью использования его на других объектах энергетики, требующих ремонта. 

## Модернизация и реконструкция
С 2007 года корпорация ДТЭК проводит реконструкцию существующих энергоблоков с целью увеличения мощности и повышения надежности оборудования.
- январь 2009 года — закончена реконструкция энергоблока № 5
- январь 2010 года — закончена модернизация энергоблока № 7
- январь 2012 года — закончена модернизация энергоблока № 8
- январь 2013 года — закончена модернизация энергоблока № 6
- январь 2015 года — закончена модернизация энергоблока № 9

Модернизация увеличила мощность энергоблоков с 210 до 225 МВт (222 МВт для энергоблока № 5, 220 МВт для энергоблока № 8), расширила диапазон маневренности с 80 до 120 МВт, повысила экономичность работы энергоблоков на 12 %, существенно улучшила экологические показатели.

## Дымовые трубы
Две трубы высотой 250 метров (№ 5 и № 6) были построены в 1972 году в рамках строительства 4-й очереди электростанции. Обрушены в ноябре 2024. 
В ноябре 2011 года завершён капитальный ремонт дымовой трубы № 6. Подрядчиком на выполнение работ по ремонту трубы выступала компания ООО «НТН» г. Киев.
В декабре 2012 года завершён капитальный ремонт дымовой трубы № 5. 
В ноябре 2024 года, в ходе боёв за Курахово, дымовые трубы были разрушены авиационными бомбами.

## Руководство
- Иван Запольский (ноябрь 2007 по июль 2010 год)
- Виктор Руппа (с июля 2010 по 2013 год)
- Анатолий Боричевский (с ноября 2013 по январь 2019 года)
- Станислав Валантир (с февраля 2019)